# Tryphon himalayensis
Tryphon himalayensis là một loài tò vò trong họ Ichneumonidae.